# Fakulteta za strojništvo v Mariboru
Fakulteta za strojništvo (kratica FS) je znanstveno izobraževalna ustanova v sklopu Univerze v Mariboru.
Trenutni dekan je red. prof. dr. Matej Vesenjak.

## Zgodovina delovanja zavoda
Fakulteta za strojništvo Univerze v Mariboru je formalno nastala v začetku leta 1995. Njena geneza pa je stara kar spoštljivih 40 let. Strojni in tekstilni oddelek leta 1959 ustanovljene Višje tehniške šole (drugi se je pridružil prvemu deset let kasneje in tekstilstvo je tudi danes sestavni del novoustanovljene fakultete) sta začela z delom že jeseni istega leta.
Leta 1973 je Višja tehniška šola prerasla v Visoko tehniško šolo in prav strojništvo kot vseskozi najmočnejši oddelek šole so jeseni istega leta prvi vpisali študente v tretji letnik, prednjačili pa si tudi pri uvedbi podiplomskega študija za pridobitev naslovov magister in doktor tehniških znanosti, ki se je začel leta 1976.
Leta 1975 je postala Visoka tehniška šola sestavni del tedaj ustanovljene Univerze v Mariboru, deset let kasneje pa se je preimenovala v Tehniško fakulteto. Od takrat je oddelek za strojništvo v okviru Visoke tehniške šole oz. Tehniške fakultete dejansko deloval kot zaokrožena samostojna enota s študijskima programoma strojništva in tekstilstva.

Od leta 1995 naprej pa Fakulteta za strojništvo nadaljuje svoje delo kot razvita univerzitetna pedagoška in znanstvena ustanova z relevantnimi referencami in razvejanim sodelovanjem s podobnimi ustanovami doma in v svetu.

## Poslanstvo Fakultete za strojništvo
Fakulteta za strojništvo deluje kot znanstveno-raziskovalna in izobraževalna ustanova. Izobražuje redne in izredne študente na dodiplomskih in podiplomskih (magistrskih in doktorskih) univerzitetnih študijskih programih. Raziskovalno delo, ki dopolnjuje in nadgrajuje pedagoško delo sodelavcev fakultete, se izvaja v okviru inštitutov, ki pokrivajo bistvena znanstvena področja strok strojništva in tekstilstva.

Fakulteta za strojništvo Univerze v Mariboru je v vsej svoji zgodovini zagotavljala skladnost študijskih programov, ki jih je izvajala, s primerljivimi študijskimi programi v Evropi. Tako je nazadnje sredi devetdesetih let prenovila osem semestrski študij strojništva na devet semestrski študij, ki je bil primerljiv zlasti s študijskimi programi univerz v srednji Evropi, to pa je med drugim omogočilo našim diplomantom tudi pridobitev naziva Euro inženir. Fakulteta za strojništvo Maribor je prva fakulteta s področja strojništva v Sloveniji, ki je prenovila študijski program Strojništvo v skladu s smernicami Bolonjske deklaracije o prenovi univerzitetnega študija. Prav tako je pomemben del razvoja znanstvenih in pedagoških sposobnosti visokošolskih učiteljev spodbujanje njihovega dela v mednarodno pomembnih inštitucijah, tako univerzah kot tudi inštitutih, v tujini, zlasti v zahodni Evropi in ZDA. Številni učitelji fakultete za strojništvo so dobitniki Zoisovih nagrad in priznanj za raziskovalno delo, ter prejemniki prestižnih mednarodnih raziskovalnih štipendij (Alexander von Humboldt fundacija).

## Študijski programi
Z Bolonjsko prenovo smo izkoristili priložnost in pripravili programe, ki bodo bodočemu diplomantu nudili kombinacijo uveljavljenih temeljnih študijskih znanj in najnovejše koncepte znanj, ki bodo temeljila na interdisciplinarnosti in soodvisnosti različnih področij tehnike. Univerzitetni študijski programi prve stopnje oz. dodiplomski študijski programi obsegajo uravnoteženo kombinacijo znanj, ki smo jih v skladu s priporočili evropskega združenja za izobraževanje inženirjev (SEFI) okvirno razdelili med znanstvene temelje, tehnološke temelje, aplikativna in sistemska znanja z industrijsko prakso in diplomskim delom ter individualna in poslovna znanja. Študijski programi prve stopnje (dodiplomski študijski programi) obsegajo 3 študijska leta in so ovrednoteni s 180 ECTS kreditnimi točkami. Podiplomski študijski programi druge stopnje obsegajo 2 leti in so ovrednoteni s 120 ECTS kreditnimi točkami.
| Bolonjski študijski programi |
| --- |
| Diplomirani inženir strojništva (UN) (med najperspektivnejšimi poklici v Sloveniji in EU: razvoj, raziskovanje, svetovanje, konstruiranje, analiza, proizvodne tehnologije, energetika, okoljevarstvo, procesna tehnika, računalniške simulacije, oblikovanje), diplomirani inženir oblikovanja in tekstilnih materialov (UN) (široke možnosti zaposlitve v Sloveniji in drugih državah Evropske unije: v oblikovalskih in oglaševalskih agencijah, na področju izdelave vlaken, tehničnih tekstilij, tekstilij in oblačil, v javnih službah, zastopništvih in raziskovalnih inštitucijah, v lastnem podjetju in svobodnih poklicih), diplomirani gospodarski inženir (UN) (interdisciplinarni program: načrtovanje, upravljanje in vodenje procesov poslovanja in proizvodnje, vodenje in izvajanje razvoja, vodenje in načrtovanje projektov, vodenje marketinga, vodenje naložbenih dejavnosti, vodilna dela v inženirskih podjetjih); diplomirani inženir mehatronike (UN) (interdisciplinarni program: kombinacija strojništva, elektrotehnike in informatike). |
| Visokošolska strokovna študijska programa |
| Diplomirani inženir strojništva (VS) (vodenje tehnoloških in energetskih procesov, analiziranje kvalitete procesov, sodelovanje pri projektiranju in konstruiranju strojev in naprav, priprava, organizacija in nadzor dejavnosti, kjer je strojna stroka osnova za realizacijo procesa), diplomirani inženir modnega designa in tehnologij (VS) (zaposlitev v malem gospodarstvu, v tekstilnih in konfekcijskih podjetjih, v raziskovalnih ustanovah, strokovno delo v javnih službah in zastopništvih, v lastnem podjetju) |

### Dodiplomski študijski programi
| Študijski program | STROJNIŠTVO                                                                                          | OBLIKOVANJE IN TEKSTILNI MATERIALI                                   | GOSPODARSKO INŽENIRSTVO | MEHATRONIKA |
| ----------------- | --- | -------------------------------------------------------------------- | ----------------------- | ----------- |
| Študijska smer    | • konstrukterstvo • energetsko, procesno in okoljsko strojništvo • proizvodne tehnologije in sistemi | • tekstilni materiali • inženirsko oblikovanje tekstilnih materialov | • strojništvo           |             |

Poleg univerzitetnega študija izvaja fakulteta tudi visoki strokovni študij Strojništva in Tehnologije tekstilnega oblikovanja.

| STROJNIŠTVO | TEHNOLOGIJE TEKSTILNEGA OBLIKOVANJA                                  |
| --- | -------------------------------------------------------------------- |
| • energetika in procesno strojništvo • proizvodno strojništvo • konstrukterstvo in gradnja strojev • vzdrževanje • orodjarstvo | • oblikovanje in razvoj izdelka • materiali in tekstilne tehnologije |

V začetku meseca februarja fakulteta vsako leto organizira informativne dneve, namenjene dijakom srednjih šol, v okviru katerih se slednji spoznajo s študijskimi programi, prav tako pa za študente novince organizira uvajalne dneve, na katerih se spoznajo z načinom študija in študijskimi obveznostmi.

### Podiplomski študijski programi
Fakulteta za strojništvo izvaja naslednje podiplomske magistrske študijske programe:
```
• STROJNIŠTVO, 
• TEKSTILNA TEHNOLOGIJA, 
• TEHNIŠKO VARSTVO OKOLJA. 
```

Magistrski študij je usmerjen v znanstveno - raziskovalno delo. Obsega uvajanje v raziskovalno delo in razvijanje sposobnosti kandidata za opravljanje izvirnega znanstveno - raziskovalnega dela na področju določene znanstvene discipline ter študij predmetov za poglabljanje in razširjanje znanj, potrebnih za pripravo in izdelavo magistrskega dela. Izbrane vsebine se lahko izvajajo projektno v obliki naslednjih modulov, ki predstavljajo zaključeno celoto znanj z določenega ožjega strokovnega področja:

| STROJNIŠTVO | TEKSTILNA TEHNOLOGIJA      | TEHNIŠKO VARSTVO OKOLJA                                          |
| --- | -------------------------- | ---------------------------------------------------------------- |
| • Napredni koncepti menedžmenta proizvodnje, • Inteligentni obdelovalni in nadzorni sistemi, • Konstruiranje, oblikovanje in gradnja tehniških sistemov, • Računalniško modeliranje v strojništvu, • Računalniško modeliranje toplotno-tokovnih prenosnih pojavov, • Nelinearna mehanika, • Tehnologija materialov. | • Inteligentne tekstilije. | • Snovna in energijska izraba odpadkov, • Obdelava odpadnih vod. |

Magistrski študij traja 2 leti (4 semestre).

Fakulteta za strojništvo izvaja tudi naslednje doktorske študijske programe:
```
• STROJNIŠTVO,
• TEKSTILNA TEHNOLOGIJA,
• 
TEHNIŠKO VARSTVO OKOLJA
.
```

Doktorski študij je usmerjen v poglobljeno samostojno znanstveno - raziskovalno delo, ki pomeni izvirni prispevek kandidata k znanstveni disciplini, iz katere želi kandidat pridobiti doktorat znanosti. Doktorat znanosti lahko pridobi kandidat, ki uspešno zagovarja ugodno ocenjeno doktorsko disertacijo.
Doktorski študij traja do 4 leta.

Specialistični študij je namenjen diplomantom z visoko strokovno izobrazbo in je usmerjen v pridobivanje poglobljenih strokovnih znanj z določenega študijskega področja. Podiplomski študij po programu za pridobitev specializacije traja leto in pol (3 semestre). Fakulteta za strojništvo izvaja naslednja specialistična študijska programa:
```
• STROJNIŠTVO 
• TEKSTILSTVO
```

## Organiziranost fakultete
Delo na fakulteti poteka v sklopu naslednjih organizacijskih enot:
- Katedra za proizvodno strojništvo
  - Inštitut za proizvodno strojništvo
- Katedra za energetiko, procesno in okoljsko inženirstvo
  - Inštitut za energetiko, procesno in okoljsko inženirstvo
- Katedra za mehaniko
  - Inštitut za mehaniko
- Katedra za matematiko in fiziko
- Katedra za konstruiranje in oblikovanje
  - Inštitut za konstrukterstvo in oblikovanje
- Katedra za materiale in preoblikovanje
  - Inštitut za tehnologijo materialov
- Raziskovalni inštitut za strojništvo
- Katedra za splošne predmete
- Oddelek za tekstilne materiale in oblikovanje
  - Katedra za tekstilne materiale in oblikovanje
  - Inštitut za tekstilne materiale in oblikovanje